# Bourg (Haute-Marne)
Bourg é uma comuna francesa na região administrativa de Grande Leste, no departamento de Haute-Marne. Estende-se por uma área de 7,23 km². Em 2010 a comuna tinha 162 habitantes (densidade: 22,4 hab./km²).